# Sions sånger (sjundedagsadventistisk sångbok)
Sions sånger är namnet på flera av sjundedagsadventisternas psalmböcker. 
Dess första upplaga trycktes i Amerika 1890 med den kompletta titeln Sions Sånger – En samling af Andliga Sånger med Melodier i Notskrift för religiösa sammankomster och hemmet. Noteras kan att adventisterna på den tiden inte använde begreppet kyrka som var förknippat med statskyrkan. Boken gavs ut av Internationella missionsföreningen i ”Stockholm, Sverige, Kristiania, Norge, London, England” med upphovsrätt 1889. Samlingen består till stor del av amerikanska psalmer som översatts till svenska. Den första sången (vilken återfinns i Den svenska psalmboken 1986 som nummer 16) har överskriften ”Lofsång till Guds lam” och inleds med ”Kom låtom oss förenas här”. Som rubrik för merparten av psalmerna anges vad melodin kallas, alternativt ur vilken amerikansk psalmbok den hämtats. I boken saknas ännu de av adventisterna senare så flitigt använda psalmerna av Lina Sandell, eftersom hennes psalmer ännu inte kommit till Amerika och blivit översatta. 
1914 års utgåva gavs troligen ut i två upplagor. Hälften av sångerna från 1914 togs med i 1948 års utgåva, som utkom på Skandinaviska förlagsexpeditionen i Stockholm och omnämns som den tredje reviderade upplagan. 1977 gavs en koralbok till Sions Sånger.